# アルデンテ
アルデンテ（イタリア語: al dente[al'dɛnte]）とは、スパゲッティなどのパスタをゆでるとき「歯ごたえが残る」というゆで上がり状態の目安とされる表現。

## 概要
麺が完全にゆで上がらずに麺の中心が髪の毛の細さ程度の芯を残してゆであげることをいう。
芯を残してゆで上げるのは、ゆで水の塩分が麺に完全に入らない分辛くならず、ソースも麺に入りやすくなり美味しさが増すからである。
"al dente" を直訳すると「歯まで」（英：to the tooth、仏：à la dent）であり、ゆで上がりの「歯ごたえのある状態」を示す用語。パスタ以外にも、野菜や米などのゆで上がり状態を表現する際にも用いる。
ゆでる時には硬水の使用が望ましい。軟水でゆでる場合にはアルペンザルツ(岩塩)やにがりで硬度を補う。欧州では水の硬度が高いので塩を入れなくても問題ない。(塩析)
パスタをアルデンテでゆでると、グリセミック指数を抑え血糖値を急激に高める可能性を減らすので、糖尿病の予防ができるという。
この表現は第一次世界大戦まではイタリアでは一般的ではなく、ナポリのイッポリト・カヴァルカンティ公爵は、著作Cucina teorico pratica（「調理の理論と実践」、1837年）の中で、マカロニは「少し硬い、verde verde」（『とても緑色』）まで調理することを主張しており、ペッレグリーノ・アルトゥージは「マカロニそのものに関してナポリ人は大きな鍋で大量の水を入れて茹で、あまり長時間茹で過ぎないことを勧めている」と記している。

## 誤解
パスタは一般的にゆで上げた後、うどんやそばのように水で締めないため、その後も余熱で芯まで火が通っていく。そのためパスタは、ゆで上げた時にアルデンテの状態が良い。アルデンテとされるタイミングはフライパンでソースを絡めたあとや、皿に盛られ口にする瞬間ではない。ショート・パスタで焼き料理の素材として利用する場合、クリスプ感を持たせるため茹で上がりを冷水に晒すことがある。
一般的にはクリームソース系の場合や、日本のイタリアンの場合には、アルデンテよりもよくゆで上げたベンコッティの方が好まれる。
アルデンテは、歯ごたえが残る程度にゆでた状態を指すのに対して、コシはグルテンを形成する小麦蛋白のグルテニンの作用によるものなので「アルデンテ＝麺にコシがある」は正しい解釈ではない。ちなみに「コシ」という表現は日本語のなかでも定義があいまいで、産業的には「弾力性」、英: elasticity（noodle elasticityなど）、伊: elasticitàを用いる。
なおラテン語でardentem、イタリア語でardènte[arˈdɛnte]、英語でardent[άɚdnt]は「引火性のある」「燃える」「火の」「熱い」「熱狂的な」という別の語（形容詞）である。
アルデンテの状態を判定する方法として「壁に投げつけてくっつけばよい」という迷信があるが、これはことわざ"If you throw enough spaghetti against the wall, some of it has to stick."（『十分なスパゲッティを壁に投げつければいくつかは突き立つ（貼り付く）に違いない』場数をこなせばいくつかは成功する）に由来するものであり、パスタの調理方法やアルデンテの判定方法を示したものではない。このことわざはジョー・ジラードの"How To Sell Anything to Anybody"で紹介されて以降、広く知られるようになった。2003年のアメリカ映画Matchstick Menでは主人公が娘のためにパスタを茹でてやるシーンで壁にパスタを投げ貼り付けるシーンが演出されている。

## 各国での実例

### イタリア国内・スイスのイタリア語圏内
アルデンテとはイタリア国内でも乾麺を主体に食べる南イタリア地方で一般的な概念である。また、その南イタリア内にでも地域、店舗、家庭によって好まれる硬さの程度は異なり、ソースの種類や食べる時の状態に合わせて硬さを変えることもある。ローマではパスタをかなり硬めにゆでる習慣があり他の地域から「鉄のアルデンテ」と評される事がある。一方、北イタリア地方、特にヴェネツィアでは他地域より柔らかめにゆでる傾向があると言われている。
なお、「アルデンテは乾麺でなければ成立しない概念であり、生パスタを利用する時はこの概念は適用されない」という勘違いもされているがイタリアでは生パスタもal denteと言う。
ナポリ近辺でのパスタは芯が残ってやや硬い傾向がある。スイスのイタリア語圏では、このアルデンテよりも長いゆで時間で柔らかい状態のパスタが供される場合が多い。

### アメリカ国内
イタリアからアメリカへの移民は、母国から輸入したパスタを食べていたが、その食文化は他のアメリカ人には広まらなかった。何故なら、先に移住していた豚肉食文化のドイツ系移民による同化政策があったためである。イタリア系移民の家庭にはケースワーカーが送り込まれて肉食が奨励され、具なしパスタのようなエスニックな食文化は改変されていった。パスタはアメリカ人の嗜好に合わせて大衆化した。ボアルディ（英: Ettore Boiardi）兄弟は、スパゲッティの缶詰を製造し、第二次世界大戦ではアメリカ陸軍へ供給する契約を取りつけることに成功し、アメリカ人は、兵隊食（Cレーション）の缶詰スパゲッティでいっそうスパゲッティに親しむことになった。ところが、この缶詰のスパゲッティにはケチャップに近いぎっとりとした甘いソースが使われていて、食感はアルデンテとは正反対のブヨブヨのやわらかい麺だった。
缶詰スパゲッティに慣れたアメリカ人はコシのないやわらかい麺に慣れ親しみ、その嗜好に合わせる形で、同国で生産されるスパゲッティも硬質小麦ではなく軟質小麦を用いたやわらかいものが普及した。
こうしてアメリカ人は“ケチャップあえのやわらかスパゲッティ”を好むようになり、この嗜好が終戦以降の日本に伝わることになる。

### 日本国内
うどんやそばなど独自の麺文化のある日本においては、戦後伝えられた柔らかなアメリカ式のパスタ料理が普及した一方で、アルデンテでは若干芯が残っていて、硬く日本人の嗜好に合わないと考える人もいた。日本で売られているスパゲッティに書かれたゆで時間も、もちもちとして程よく芯が柔らかい状態である。高度経済成長期を経て1970年代以降になると、それまでは全国に数えるほどしかなかったイタリア料理店も数を増やした。それにより本格的なイタリア料理への一般国民の認知度も高まり、アルデンテなど本場の調理方式も受容されるようになった。
アルデンテという名称について、区分ごとに複数の企業が商標登録を行っている。穀物加工品の分野では日清食品ホールディングス、食品や日用品などの分野では明治製菓、倉敷紡績、スタイリングライフ・ホールディングスなどが、調理器具ではソニーが、そして電子器具ではシャープがそれぞれ商標登録を出願し、取得している。